# Росеч на Кунштату
Росеч на Кунштату (чеш. Rozseč nad Kunštátem) је насељено мјесто са административним статусом сеоске општине (чеш. obec) у округу Бланско, у Јужноморавском крају, Чешка Република.

## Становништво
Према подацима о броју становника из 2014. године насеље је имало 515 становника.